# Рат ружа (ТВ серија)
Рат ружа (тур. Güllerin savaşı) турска је телевизијска серија, снимана од 2014. до 2016.
У Србији се 2018. и 2019. приказивала на телевизији Пинк и Пинк соуп.

## Синопсис
Гулру Челик је млада и лепа, али сиромашна девојка. Њен отац ради као баштован у вили богате породице Сипахи, која је њему и његовим најближима обезбедила место за живот на свом велелепном имању. Гулруина старија сестра такође ради као служавка чувених аристократа, па јој Гулру понекад помаже око задужења — чисти кућу и води рачуна о томе да све буде на свом месту. Гулруина највећа жеља је да постане успешна модна дизајнерка, баш као ћерка њених газда — Гулфем Сипахи, која је годинама раније отишла у иностранство. Не би ли остварила свој циљ, Гулру уписује факултет, сигурна да ће после завршених студија бити једна од Гулфеминих најближих сарадница.
Гулфем се враћа у Истанбул пошто јој јаве да јој је отац преминуо. Нешто касније, породица сазнаје његову последњу жељу — деца морају бити на окупу. Зато Гулфем почиње да живи с млађим братом Џиханом, упркос томе што јој се та замисао нимало не допада. Гулру је срећна због тога – мисли да ће свакодневно моћи да виђа Гулфем, коју сматра својим идолом. Међутим, ствари се не одвијају онако како је замишљала. Без икаквог објашњења, Гулфем отпушта Гулруиног оца и сестру и даје им свега пет дана да пронађу нови дом. Као да то није довољно, она неправедно оптужује Гулру да јој је украла скупоцену огрлицу. Након тога, Гулру се заклиње на освету свом идолу — одлучује да преотме Гулфем све што има. Део њеног пакленог плана постаје и пластични хирург Омер Хекимоглу, Гулфемина права и једина љубав. Но, уместо да га искористи само као оруђе за освету, Гулру се заљубљује у харизматичног Омера...

## Сезоне
| Сезона | Сезона | Број епизода (н) / (и)          | Приказивање у Турској                   | Приказивање у Србији                                                                     |
| ------ | ------ | ------------------------------- | --------------------------------------- | ---------------------------------------------------------------------------------------- |
|        | 1      | 48 / 115 (1 — 48) / (1 — 115)   | 8. јул 2014 — 13. јун 2015. ()          | 22. јун 2018 — 30. август 2018. (Пинк)                                                   |
|        | 2      | 20 / 53 (49 — 68) / (116 — 168) | 5. септембар 2015 — 6. фебруар 2016. () | 30. август 2018 — 6. септембар 2018. (Пинк) 21. јануар 2019 — 13. март 2019. (Пинк соуп) |

## Улоге
| Глумац                   | Улога                 | Епизоде |
| ------------------------ | --------------------- | ------- |
| Дамла Сонмез             | Гулру Челик Сипахи    | 1-68    |
| Џанан Ергудер            | Гулфем Сипахи         | 1-68    |
| Бариш Килич              | Омер Хекимоглу        | 1-68    |
| Серџан Бадур             | Џихан Сипахи          | 1-65    |
| Фејза Џивелек            | Чичек Челик Хекимоглу | 1-68    |
| Зејнеп Косе              | Јонџа Челик           | 1-68    |
| Јигит Киразџи            | Мерт Генџер           | 1-68    |
| Атила Шендил             | Салих Челик           | 1-25    |
| Кенан Еџе                | Тибет Јалчин          | 54-68   |
| Мелтем Памиртан          | Месуде Челик Јилдирим | 1-68    |
| Берк Јајгин              | Јенер Јилдирим        | 1-48    |
| Асли Ичозу               | Халиде Демир          | 1-68    |
| Серап Аксој Арсен Гурзап | Џахиде Хекимоглу      | 1-54    |
| Ариф Пишкин              | Шевкет Хекимоглу      | 1-68    |
| Мунире Апајдин           | Мебруре Хекимоглу     | 1-68    |
| Угур Курул               | Танер Хекимоглу       | 1-68    |